# Радни језик
Радни језик или процедурални језик је језик коме је додељен јединствени правни статус као примарни начин комуникације у великим компанијама, друштвима, државним и другим телима или организацијама. То је језик свакодневног споразумевања и разговора одређене организације поред других званичних језика.
Многе међународне организације имају радне језике за своја тела. У оквиру једне организације, радни језик не мора бити један од службених језика.

## Примери
- Уједињене нације имају шест радних језика: руски, арапски, кинески, енглески, француски и шпански.

- Заједница независних држава: руски језик.

- Европска унија има три радна језика: енглески, немачки и француски.

- НАТО има два радна језика: енглески и француски.

- ФИФА има четири радна језика: француски, немачки и енглески и шпански.

- Источни Тимор има два радна језика: индонежански и португалски.